# أنتوني جيفري
أنتوني لامار مالكولم جيفري (بالإنجليزية: Anthony Lamar Malcolm Jeffrey)؛ مواليد 3 أكتوبر 1994 في لندن، إنجلترا، هو لاعب كرة قدم إنجليزي يلعب لنادي بوريهام وود إف سي كلاعب وسط.

## وصلات خارجية
- أنتوني جيفري على موقع قاعدة بيانات كرة القدم.إي يو (الإنجليزية)
- أنتوني جيفري على موقع ناشيونال فوتبول تيمز (الإنجليزية)
- أنتوني جيفري على موقع Soccerbase.com (لاعب) (الإنجليزية)
- أنتوني جيفري على موقع Soccerway.com (الإنجليزية)
- أنتوني جيفري على موقع عالم كرة القدم.نت (الإنجليزية)